# Begonia dentatiloba
Espèce
Synonymes
- Begonia acutifolia A.DC.[2]

Begonia dentatiloba est une espèce de plantes de la famille des Begoniaceae.
L'espèce fait partie de la section Pritzelia.
Elle a été décrite en 1859 par Alphonse Pyrame de Candolle (1806-1893).

## Répartition géographique
Cette espèce est originaire du pays suivant : Brésil.